# Lacédémon
Dans la mythologie grecque, Lacédémon (en grec ancien Λακεδαίμων / Lakedaímôn) est le fils de Zeus et de la Pléiade Taygète. Il est l'époux de Sparta, fille d'Eurotas, de qui il a un fils, Amyclas, ainsi qu'une fille, Eurydice.
Roi de Laconie, il fonde la ville de Sparte, surnommée Lacédémone. La région et sa capitale seront ensuite rebaptisées d'après son nom et celui de sa femme.
Sa petite-fille, Danaé, donne naissance à Persée en s'unissant avec Zeus, changé pour l'occasion en pluie d'or.